# Wahlkreis Asti (Camera dei deputati)
Der Wahlkreis Asti war von 1993 bis 2005 und ist seit 2017 wieder ein Wahlkreis (italienisch collegio elettorale) für die Wahl der Abgeordnetenkammer.

## Von 1993 bis 2005

### Wahlkreisgebiet
Der Wahlkreis umfasste 58 Gemeinden: Albugnano, Aramengo, Asti, Baldichieri d’Asti, Berzano di San Pietro, Buttigliera d’Asti, Calliano Monferrato, Camerano Casasco, Cantarana, Capriglio, Casorzo, Castagnole Monferrato, Castell’Alfero, Castellero, Castelnuovo Don Bosco, Cerreto d’Asti, Chiusano d’Asti, Cinaglio, Cocconato, Colcavagno, Corsione, Cortandone, Cortanze, Cortazzone, Cossombrato, Cunico, Frinco, Grana, Grazzano Badoglio, Maretto, Monale, Moncalvo, Moncucco Torinese, Montafia, Montechiaro d’Asti, Montemagno, Montiglio, Moransengo, Passerano Marmorito, Penango, Piea, Pino d’Asti, Piovà Massaia, Portacomaro, Refrancore, Roatto, Robella, Scandeluzza, Scurzolengo, Settime, Soglio, Tigliole, Tonco, Tonengo, Viale, Viarigi, Villa San Secondo und Villafranca d’Asti.
Seit 1998: Colcavagno, Montiglio und Scandeluzza: Gemeinde Montiglio Monferrato.

### Wahlergebnisse

#### Parlamentswahl 1994

##### Direktstimmen
| Kandidaten               | Kandidaten                 | Parteien                                         | Stimmen | %    |
| ------------------------ | -------------------------- | ------------------------------------------------ | ------- | ---- |
|                          | Paolo Taginigewählt        | Polo delle Libertà (FI – LN – CCD – UdC)         | 35.092  | 41,2 |
|                          | Paolo Bagnadentro          | Progressisti                                     | 21.982  | 25,8 |
|                          | Bruno Curletto             | Patto per l’Italia                               | 13.790  | 16,2 |
|                          | Antonella Giulia Carraroli | Alleanza Nazionale                               | 7.624   | 8,9  |
|                          | Giovanna Lentini           | Lista Marco Pannella – Riformatori               | 4.699   | 5,5  |
|                          | Pietro Capra               | Lega per il Piemonte – Unione per il Federalismo | 2.007   | 2,4  |
| Gesamt                   | Gesamt                     | Gesamt                                           | 85.194  | 100  |
|                          |                            |                                                  |         |      |
| Ungültige Stimmen        | Ungültige Stimmen          | Ungültige Stimmen                                | 7.507   | 8,1  |
| Wähler                   | Wähler                     | Wähler                                           | 92.701  | 88,2 |
| Wahlberechtigte          | Wahlberechtigte            | Wahlberechtigte                                  | 105.093 |      |
|                          |                            |                                                  |         |      |
| Quelle: Innenministerium |                            |                                                  |         |      |

##### Listenstimmen
| Parteien                             | Parteien             | Parteien                           | Stimmen | %    |
| ------------------------------------ | -------------------- | ---------------------------------- | ------- | ---- |
|                                      | Polo delle Libertà   | Forza Italia                       | 21.940  | 25,7 |
| Lega Nord                            | Polo delle Libertà   | 14.923                             | 17,5    |      |
| ↳ Gesamt                             | Polo delle Libertà   | 36.863                             | 43,1    |      |
|                                      | Progressisti         | Partito Democratico della Sinistra | 10.563  | 12,4 |
| Partito della Rifondazione Comunista | Progressisti         | 6.170                              | 7,2     |      |
| Federazione dei Verdi                | Progressisti         | 3.443                              | 4,0     |      |
| Alleanza Democratica                 | Progressisti         | 1.570                              | 1,8     |      |
| La Rete                              | Progressisti         | 1.369                              | 1,6     |      |
| Partito Socialista Italiano          | Progressisti         | 1.264                              | 1,5     |      |
| ↳ Gesamt                             | Progressisti         | 24.379                             | 28,5    |      |
|                                      | Patto per l’Italia   | Partito Popolare Italiano          | 11.896  | 13,9 |
|                                      | Alleanza Nazionale   | Alleanza Nazionale                 | 7.246   | 8,5  |
|                                      | Lista Marco Pannella | Lista Marco Pannella               | 5.085   | 5,9  |
| Gesamt                               | Gesamt               | Gesamt                             | 85.469  | 100  |
|                                      |                      |                                    |         |      |
| Ungültige Stimmen                    | Ungültige Stimmen    | Ungültige Stimmen                  | 7.232   | 7,8  |
| Wähler                               | Wähler               | Wähler                             | 92.701  | 88,2 |
| Wahlberechtigte                      | Wahlberechtigte      | Wahlberechtigte                    | 105.093 |      |
|                                      |                      |                                    |         |      |
| Quelle: Innenministerium             |                      |                                    |         |      |

#### Parlamentswahl 1996

##### Direktstimmen
| Kandidaten               | Kandidaten              | Parteien                | Stimmen | %    |
| ------------------------ | ----------------------- | ----------------------- | ------- | ---- |
|                          | Vittorio Voglinogewählt | L’Ulivo                 | 32.146  | 39,4 |
|                          | Antonio Baudo           | Polo per le Libertà     | 29.389  | 36,0 |
|                          | Paolo Tagini            | Lega Nord               | 17.104  | 21,0 |
|                          | Fernanda Marchisio      | Lista Pannella – Sgarbi | 2.980   | 3,7  |
| Gesamt                   | Gesamt                  | Gesamt                  | 81.619  | 100  |
|                          |                         |                         |         |      |
| Ungültige Stimmen        | Ungültige Stimmen       | Ungültige Stimmen       | 7.156   | 8,1  |
| Wähler                   | Wähler                  | Wähler                  | 88.775  | 84,3 |
| Wahlberechtigte          | Wahlberechtigte         | Wahlberechtigte         | 105.265 |      |
|                          |                         |                         |         |      |
| Quelle: Innenministerium |                         |                         |         |      |

##### Listenstimmen
| Parteien                                          | Parteien                             | Parteien                             | Stimmen | %    |
| ------------------------------------------------- | ------------------------------------ | ------------------------------------ | ------- | ---- |
|                                                   | Polo per le Libertà                  | Forza Italia                         | 19.538  | 23,9 |
| Alleanza Nazionale                                | Polo per le Libertà                  | 9.831                                | 12,0    |      |
| CCD – CDU                                         | Polo per le Libertà                  | 4.180                                | 5,1     |      |
| ↳ Gesamt                                          | Polo per le Libertà                  | 33.549                               | 41,1    |      |
|                                                   | L’Ulivo                              | Partito Democratico della Sinistra   | 11.744  | 14,4 |
| Popolari per Prodi (PPI – SVP – PRI – UD – Prodi) | L’Ulivo                              | 6.837                                | 8,4     |      |
| Federazione dei Verdi                             | L’Ulivo                              | 2.337                                | 2,9     |      |
| ↳ Gesamt                                          | L’Ulivo                              | 20.918                               | 25,6    |      |
|                                                   | Lega Nord                            | Lega Nord                            | 16.514  | 20,2 |
|                                                   | Partito della Rifondazione Comunista | Partito della Rifondazione Comunista | 7.953   | 9,7  |
|                                                   | Lista Pannella – Sgarbi              | Lista Pannella – Sgarbi              | 2.255   | 2,8  |
|                                                   | Mani Pulite                          | Mani Pulite                          | 455     | 0,6  |
| Gesamt                                            | Gesamt                               | Gesamt                               | 81.644  | 100  |
|                                                   |                                      |                                      |         |      |
| Ungültige Stimmen                                 | Ungültige Stimmen                    | Ungültige Stimmen                    | 7.131   | 8,0  |
| Wähler                                            | Wähler                               | Wähler                               | 88.775  | 84,3 |
| Wahlberechtigte                                   | Wahlberechtigte                      | Wahlberechtigte                      | 105.265 |      |
|                                                   |                                      |                                      |         |      |
| Quelle: Innenministerium                          |                                      |                                      |         |      |

#### Parlamentswahl 2001

##### Direktstimmen
| Kandidaten               | Kandidaten              | Parteien           | Stimmen | %    |
| ------------------------ | ----------------------- | ------------------ | ------- | ---- |
|                          | Giorgio Galvagnogewählt | Casa delle Libertà | 40.803  | 51,2 |
|                          | Vittorio Voglino        | L’Ulivo            | 33.105  | 41,5 |
|                          | Giacomo Salvador Reano  | Lista Di Pietro    | 3.627   | 4,5  |
|                          | Vincenzo Garlando       | Democrazia Europea | 2.229   | 2,8  |
| Gesamt                   | Gesamt                  | Gesamt             | 79.764  | 100  |
|                          |                         |                    |         |      |
| Ungültige Stimmen        | Ungültige Stimmen       | Ungültige Stimmen  | 6.047   | 7,0  |
| Wähler                   | Wähler                  | Wähler             | 85.811  | 82,2 |
| Wahlberechtigte          | Wahlberechtigte         | Wahlberechtigte    | 104.393 |      |
|                          |                         |                    |         |      |
| Quelle: Innenministerium |                         |                    |         |      |

##### Listenstimmen
| Parteien                       | Parteien                             | Parteien                               | Stimmen | %    |
| ------------------------------ | ------------------------------------ | -------------------------------------- | ------- | ---- |
|                                | Casa delle Libertà                   | Forza Italia                           | 25.072  | 31,6 |
| Alleanza Nazionale             | Casa delle Libertà                   | 7.213                                  | 9,1     |      |
| Lega Nord                      | Casa delle Libertà                   | 5.175                                  | 6,5     |      |
| CCD – CDU                      | Casa delle Libertà                   | 4.201                                  | 5,3     |      |
| Nuovo PSI                      | Casa delle Libertà                   | 475                                    | 0,6     |      |
| ↳ Gesamt                       | Casa delle Libertà                   | 42.136                                 | 53,1    |      |
|                                | L’Ulivo                              | La Margherita (Dem – PPI – RI – Udeur) | 12.213  | 15,4 |
| Democratici di Sinistra        | L’Ulivo                              | 9.144                                  | 11,5    |      |
| Partito dei Comunisti Italiani | L’Ulivo                              | 3.667                                  | 4,6     |      |
| Il Girasole                    | L’Ulivo                              | 1.450                                  | 1,8     |      |
| ↳ Gesamt                       | L’Ulivo                              | 26.474                                 | 33,3    |      |
|                                | Partito della Rifondazione Comunista | Partito della Rifondazione Comunista   | 3.380   | 4,3  |
|                                | Lista Di Pietro                      | Lista Di Pietro                        | 3.260   | 4,1  |
|                                | Lista Emma Bonino                    | Lista Emma Bonino                      | 2.463   | 3,1  |
|                                | Democrazia Europea                   | Democrazia Europea                     | 1.008   | 1,3  |
|                                | Fiamma Tricolore                     | Fiamma Tricolore                       | 619     | 0,8  |
|                                | Abolizione Scorporo                  | Abolizione Scorporo                    | 68      | 0,1  |
| Gesamt                         | Gesamt                               | Gesamt                                 | 79.408  | 100  |
|                                |                                      |                                        |         |      |
| Ungültige Stimmen              | Ungültige Stimmen                    | Ungültige Stimmen                      | 6.410   | 7,5  |
| Wähler                         | Wähler                               | Wähler                                 | 85.818  | 82,2 |
| Wahlberechtigte                | Wahlberechtigte                      | Wahlberechtigte                        | 104.393 |      |
|                                |                                      |                                        |         |      |
| Quelle: Innenministerium       |                                      |                                        |         |      |

## Von 2017 bis 2020

### Wahlkreisgebiet
Der Wahlkreis umfasste Gemeinden: 

### Wahlergebnisse

#### Parlamentswahl 2018
| Kandidaten               | Kandidaten                 | Stimmen | %    | Listen                         | Stimmen | %    |
| ------------------------ | -------------------------- | ------- | ---- | ------------------------------ | ------- | ---- |
|                          | Andrea Giacconegewählt     | 62.509  | 45,7 | Lega                           | 36.296  | 26,5 |
| Forza Italia             | Andrea Giacconegewählt     | 62.509  | 45,7 | 19.903                         | 14,6    |      |
| Fratelli d’Italia        | Andrea Giacconegewählt     | 62.509  | 45,7 | 5.451                          | 4,0     |      |
| Noi con l’Italia – UDC   | Andrea Giacconegewählt     | 62.509  | 45,7 | 859                            | 0,6     |      |
|                          | Fabio Desilvestri          | 35.352  | 25,9 | Movimento 5 Stelle             | 35.352  | 25,9 |
|                          | Angela Motta               | 29.438  | 21,5 | Partito Democratico            | 23.919  | 17,5 |
| +Europa                  | Angela Motta               | 29.438  | 21,5 | 4.169                          | 3,0     |      |
| Civica Popolare          | Angela Motta               | 29.438  | 21,5 | 899                            | 0,7     |      |
| Italia Europa Insieme    | Angela Motta               | 29.438  | 21,5 | 451                            | 0,3     |      |
|                          | Marco Castaldo             | 4.722   | 3,5  | Liberi e Uguali                | 4.722   | 3,5  |
|                          | Barbara Fantino            | 1.251   | 0,9  | Potere al Popolo!              | 1.251   | 0,9  |
|                          | Marco Peirano              | 1.149   | 0,8  | CasaPound Italia               | 1.149   | 0,8  |
|                          | Maria Salvatrice Avveduto  | 893     | 0,7  | Il Popolo della Famiglia       | 893     | 0,7  |
|                          | Francesco Giuseppe Licausi | 779     | 0,6  | Italia agli Italiani (FT – FN) | 779     | 0,6  |
|                          | Paolo Rizzolo              | 650     | 0,5  | Partito Valore Umano           | 650     | 0,5  |
| Gesamt                   | Gesamt                     | 136.743 | 100  |                                | 136.743 | 100  |
|                          |                            |         |      |                                |         |      |
| Ungültige Stimmen        | Ungültige Stimmen          | 5.535   | 3,9  |                                |         |      |
| Wähler                   | Wähler                     | 142.278 | 72,6 |                                |         |      |
| Wahlberechtigte          | Wahlberechtigte            | 196.078 |      |                                |         |      |
|                          |                            |         |      |                                |         |      |
| Quelle: Innenministerium |                            |         |      |                                |         |      |

## Seit 2020

### Wahlkreisgebiet
| Wahlkreise – Camera dei deputati – Piemont | Wahlkreise – Camera dei deputati – Piemont  | Wahlkreise – Camera dei deputati – Piemont |
| Provinz                                    | Provinz                                     | Gemeinden nach Provinzen ⮞ Wahlkreis |
| ------------------------------------------ | ------------------------------------------- | --- |
|                                            | Metropolitanstadt Turin (312 Gemeinden)     | Teil Turins ⮞ Wahlkreis Turin – Circoscrizione 2 Teil Turins ⮞ Wahlkreis Turin – Circoscrizione 3 186 ⮞ Wahlkreis Chieri 22 ⮞ Wahlkreis Collegno 103 ⮞ Wahlkreis Moncalieri |
|                                            | Provinz Alessandria (187 Gemeinden)         | alle ⮞ Wahlkreis Alessandria |
|                                            | Provinz Asti (118 Gemeinden)                | alle ⮞ Wahlkreis Asti |
|                                            | Provinz Biella (74 Gemeinden)               | alle ⮞ Wahlkreis Vercelli |
|                                            | Provinz Cuneo (247 Gemeinden)               | 169 ⮞ Wahlkreis Cuneo 78 ⮞ Wahlkreis Asti |
|                                            | Provinz Novara (87 Gemeinden)               | 78 ⮞ Wahlkreis Novara 9 ⮞ Wahlkreis Vercelli |
|                                            | Provinz Verbano-Cusio-Ossola (74 Gemeinden) | alle ⮞ Wahlkreis Novara |
|                                            | Provinz Vercelli (82 Gemeinden)             | alle ⮞ Wahlkreis Vercelli |

Der Wahlkreis umfasst 196 Gemeinden: 
- alle 118 Gemeinden der Provinz Asti;
- 78 Gemeinden der Provinz Cuneo.

### Wahlergebnisse

#### Parlamentswahl 2022
| Kandidaten                          | Kandidaten            | Stimmen | %    | Listen                                                  | Stimmen | %    |
| ----------------------------------- | --------------------- | ------- | ---- | ------------------------------------------------------- | ------- | ---- |
|                                     | Marcello Coppogewählt | 97.356  | 53,1 | Fratelli d’Italia                                       | 53.408  | 29,1 |
| Lega per Salvini Premier            | Marcello Coppogewählt | 97.356  | 53,1 | 23.734                                                  | 12,9    |      |
| Forza Italia                        | Marcello Coppogewählt | 97.356  | 53,1 | 19.116                                                  | 10,4    |      |
| Noi Moderati                        | Marcello Coppogewählt | 97.356  | 53,1 | 1.098                                                   | 0,6     |      |
|                                     | Andrea Ghignone       | 45.027  | 24,6 | Partito Democratico – Italia Democratica e Progressista | 30.896  | 16,8 |
| +Europa                             | Andrea Ghignone       | 45.027  | 24,6 | 7.195                                                   | 3,9     |      |
| Alleanza Verdi e Sinistra           | Andrea Ghignone       | 45.027  | 24,6 | 5.888                                                   | 3,2     |      |
| Impegno Civico – Centro Democratico | Andrea Ghignone       | 45.027  | 24,6 | 1.048                                                   | 0,6     |      |
|                                     | Barbara Baino         | 16.110  | 8,8  | Azione – Italia Viva                                    | 16.110  | 8,8  |
|                                     | Massimo Cerruti       | 15.234  | 8,3  | Movimento 5 Stelle                                      | 15.234  | 8,3  |
|                                     | Elena Bobbio          | 4.805   | 2,6  | Italexit per l’Italia                                   | 4.805   | 2,6  |
|                                     | Gerarda Monaco        | 2.876   | 1,6  | Italia Sovrana e Popolare                               | 2.876   | 1,6  |
|                                     | Lorenza Ameglio       | 2.001   | 1,1  | Unione Popolare                                         | 2.001   | 1,1  |
| Gesamt                              | Gesamt                | 183.409 | 100  |                                                         | 183.409 | 100  |
|                                     |                       |         |      |                                                         |         |      |
| Ungültige Stimmen                   | Ungültige Stimmen     | 9.887   | 5,1  |                                                         |         |      |
| Wähler                              | Wähler                | 193.296 | 66,9 |                                                         |         |      |
| Wahlberechtigte                     | Wahlberechtigte       | 288.918 |      |                                                         |         |      |
|                                     |                       |         |      |                                                         |         |      |
| Quelle: Innenministerium            |                       |         |      |                                                         |         |      |